# 4993 Cossard
4993 Cossard eller 1983 GR är en asteroid i huvudbältet som upptäcktes den 11 april 1983 av den belgiske astronomen Henri Debehogne och den italienske astronomen Giovanni de Sanctis vid La Silla-observatoriet. Den är uppkallad efter Guido Cossard.
Den tillhör asteroidgruppen Vesta.